# Rina Franchetti

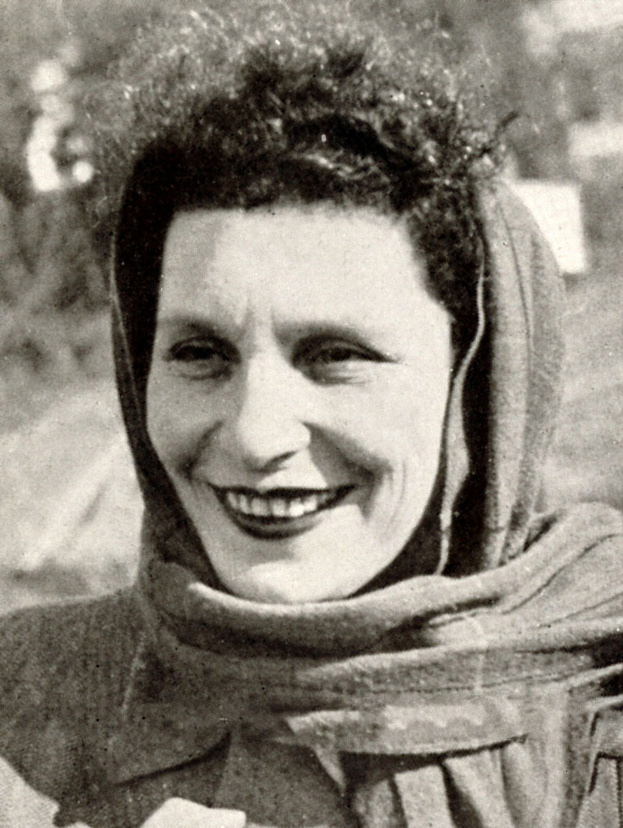
Rina Franchetti

Rina Franchetti, geboren als Ester Girgenti (Napels, 23 december 1907 - Formello, 18 augustus 2010) was een Italiaanse actrice. Tussen 1932 en 1990 speelde ze rollen in ruim 50 speelfilms.

## Loopbaan
Franchetti begon als actrice in het theatergezelschap van onder meer Luigi Pirandello en speelde er stukken van William Shakespeare en Anton Tsjechov.
In 1932 debuteerde ze als speelfilmactrice. Voor de Tweede Wereldoorlog bleef Franchetti echter vooral de nadruk leggen op haar theatercarrière. Na de oorlog werd haar filmcarrière belangrijker en kreeg ze onder andere een rol in La dolce vita van Federico Fellini. Tot in het midden van de jaren 1970 speelde ze rollen in zowat 50 speelfilms waaronder ook enkele Franse films. Daarna nam nog slechts sporadisch een rol op zich.
Franchetti had een melodische stem, waardoor ze sinds de jaren 1930 ook actief was als stemactrice en te horen was in allerlei hoorspelen op de RAI. Tussen 1955 en 1970 speelde ze ook rollen in een aantal televisietoneelstukken en televisiefilms.
Ook haar dochter Sara Franchetti is actief als actrice.

## Filmografie
- Due cuori felici, van Baldassarre Negroni (1932)
- La segretaria per tutti, van Amleto Palermi (1933)
- La provincialina, van Carl Boese en Ferruccio Biancini (1934)
- Frontiere, van Mario Carafoli en Cesare Meano (1934)
- L'amor mio non muore..., van Giuseppe Amato (1938)
- Campo de' fiori, van Mario Bonnard (1943)
- Cuore, van Duilio Coletti en Vittorio De Sica (1948)
- Donne e briganti, van Mario Soldati (1950)
- La domenica della buona gente, van Anton Giulio Majano (1953)
- La corda d'acciaio, van Carlo Borghesio (1953)
- La provinciale, van Mario Soldati (1953)
- Ti ho sempre amato!, van Mario Costa (1953)
- Questi fantasmi, van Eduardo De Filippo (1954)
- Le Village magique, van Jean-Paul Le Chanois (1955)
- L'angelo bianco, van Raffaello Matarazzo (1955)
- L'ultimo amante, van Mario Mattoli (1955)
- Il sicario, van Damiano Damiani (1960)
- La main chaude, van Gérard Oury (1960)
- La dolce vita, van Federico Fellini (1960)
- Seddok, l'erede di Satana, van Anton Giulio Majano (1960)
- Gioventù di notte, van Mario Sequi (1961)
- Barabbas, van Richard Fleischer (1961)
- Un giorno da leoni, van Nanni Loy (1961)
- Il treno del sabato, van Vittorio Sala (1964])
- Tre notti d'amore, van Renato Castellani, Luigi Comencini en Franco Rossi (1964)
- Tempo di massacro, van Lucio Fulci (1966)
- Il padre di famiglia, van Nanni Loy (1967)
- Il pistolero segnato da Dio, van Giorgio Ferroni (1968)
- Cuore di mamma, van Salvatore Samperi (1969)
- Un omicidio perfetto a termine di legge, van Tonino Ricci (1971)
- Tutti figli di mamma santissima, van Alfio Caltabiano (1973)
- Come fu che Masuccio Salernitano, fuggendo con le brache in mano, riuscì a conservarlo sano, van Silvio Amadio (1973)
- Quando l'amore è sensualità, regia di Vittorio De Sisti (1973)
- Number one, van Gianni Buffardi (1973)
- Un tipo con una faccia strana ti cerca per ucciderti, van Tulio Demicheli (1973)
- Storia di una monaca di clausura, van Domenico Paolella (1973)
- Delitto d'amore, van Luigi Comencini (1974)
- Il saprofita, van Sergio Nasca (1975)
- Au-delà de la peur, van Yannick Andréi (1975)
- Le Sauvage, van Jean-Paul Rappeneau (1975)
- La verginella, van Mario Sequi (1976)
- La segretaria privata di mio padre, van Mariano Laurenti (1976)
- Adelmo, van Rocco Mortelliti (1988)
- Basta! Adesso tocca a noi, van Luciano Emmer (1990)